# Anna Schomburg
Anna Rebecka Schomburg (* 19. März 1875 in Bremen; † 1. Juli 1955 in Fulda) war eine deutsche Pädagogin und Schulgründerin.

## Biografie
Schomburg war die Tochter des Tischlers und dann Vermessungsbeamten Johann Heinrich Schomburg (1838–1916). Ihre Mutter war die Kapitänstochter Anna Wischhusen aus Bremen-Grohn. Sie war die ältere Schwester des Pädagogen Dietrich Schomburg (1884–1971). 
Sie absolvierte eine höhere Mädchenschule und das Lehrerseminar von Ida Janson in Bremen. Sie unterrichtete an einer Privatschule und seit 1898 an der höheren Mädchenschule von Janson. Sie erwarb die Lehrbefähigung auch für die höheren Klassen und legte 1908 die Vorsteherinnenprüfung für höhere Mädchenschulen ab. Als die Pädagogin Agnes Heineken (1872–1954) im Juni 1907 öffentlich die Versäumnisse des Bremer Staats beim Mädchenschulwesens kritisierte und daraufhin von Janson gekündigt wurde, kündigte auch Schomburg und vier andere Frauen und verließen die Schule von Janson. 
1909 gründete sie eine private, höhere Schule in Bremen, Hamburger Straße Nr. 8. Es kamen bald Schulräume in der Lüneburger Straße Nr. 11 hinzu. Hier verwirklichte sie ihre pädagogischen Reformideen, im Sinne der Vorstellungen der Bremer Lehrer Fritz Gansberg und Heinrich Scharrelmann. Von 1912 bis 1914 erhielt sie die staatlichen Konzessionen für die Einrichtung einer Mittelschule und einer Oberstufe für eine Mädchenschule. Um 1911 besuchten 98 Mädchen und 39 Jungen ihre Schule. 1913/14 konnte sie ein neues Schulgebäude für die Mittelstufe an der Hoyaer Straße Nr. 11 am Brommyplatz realisieren und die Zahl der Schüler stieg auf rund 400. 1921 wurde die Schule als Lyzeum (Lyzeum Schomburg) anerkannt. 1924 wurden die privaten höheren Mädchenschulen, so auch ihre Schule, von Bremen übernommen. Bis 1928 sank die Schülerzahl auf 183.
Ihr Bruder Dietrich war schon vor dem Ersten Weltkrieg Lehrer an ihrer Schule geworden und gehörte von 1929 bis 1945 der Direktion der Schule an. Diese Mithilfe ermöglichte es ihr, sich weiter zu bilden; sie studierte Geschichte und Kunstgeschichte an der Universität Hamburg. Bei ihren vielen Studienaufenthalten in Italien erwarb sie auch ein italienisches Sprachdiplom. Anna Schomburg leitete die Schule noch bis 1939, ihr Bruder folgte ihr in der Schulleitung.